# Stichophanes ningshaanensis
Stichophanes ningshaanensis is een slang uit de familie toornslangachtigen (Colubridae) en de onderfamilie Dipsadinae.

## Naam en indeling
De wetenschappelijke naam van de soort werd voor het eerst voorgesteld door Hong Yuan in 1983. Oorspronkelijk werd de soort tot het geslacht Oligodon gerekend waardoor in veel literatuur de verouderde wetenschappelijke naam wordt gebruikt. In 2014 werd de slang door de biologen Xiao-he Wang, Kevin Messenger, Er-mi Zhao en Chao-dong Zhu in het monotypische geslacht Stichophanes geplaatst.

## Uiterlijke kenmerken
Het lichaam is slank en de kop is duidelijk te onderscheiden van het lichaam. De snuitpunt is afgerond, de pupil is rond van vorm. Mannetjes blijven kleiner dan de vrouwtjes maar hebben een verhoudingsgewijs langere staart. Mannetjes hebben een groenbruine kleur, vrouwtjes zijn meer geelbruin aan de bovenzijde. Aan de bovenzijde van het lichaam zijn dertien rijen schubben in de lengte aanwezig, de buikzijde telt een enkele rij van 159 tot 170 brede buikschubben. Aan de onderzijde van de staart zijn 64 tot 73 schubben aanwezig.

## Levenswijze
Stichophanes ningshaanensis is een bodembewoner die op kleine ongewervelden jaagt, de slang is gespecialiseerd in slakken. De vrouwtjes zijn eierleggend en zetten per keer acht tot negen eieren af.

## Verspreiding en habitat
De soort komt voor in delen van Azië en leeft endemisch in China, alleen in de provincies Shaanxi en Hubei. De habitat bestaat uit gematigde bossen. De soort is aangetroffen tot een hoogte van ongeveer 1650 meter boven zeeniveau.

## Beschermingsstatus
Door de internationale natuurbeschermingsorganisatie IUCN is de beschermingsstatus 'onzeker' toegewezen (Data Deficient of DD).